# Юкук
Юкук е каган на Западнотюркския каганат през 638 – 642 година.
Той е син на последния източнотюркски каган Илиг от рода Ашина. В средата на 30-те години заминава на запад и през 638 година сатава каган на мястото на сваления Ишбара Толис след тежка гражданска война, в която е подкрепян от северните кланове дулу срещу южните нушиби. През 642 година разграбва Самарканд, но се сблъсква с острата съпротива на нушиби, които издигат за каган Ирбис Шегуй. Останал без подкрепа и от дулу, Юкук заминава на юг в град Кундуз, който управлява до края на живота си.
Юкук умира през 653 година.